# Aérologie
L'aérologie est l'étude expérimentale in situ des caractéristiques physiques et chimiques de la troposphère et de la stratosphère. C'est une technique de la météorologie où on utilise les radiosondes, les satellites, les données venant d'avions de ligne et de fusées. 

## Histoire
Le développement des connaissances en météorologie nécessite de connaître les variables de vent, température, pression et humidité tant au sol qu’en altitude. À la fin du XIXe siècle, les chercheurs et météorologues ne disposaient que de données très éparses en surface. Durant les années 1890, Arthur Berson et d’autres aéronautes ont effectué de nombreux vols en simultané dans divers pays d’Europe pour étudier la variation de la structure atmosphérique, développer une méthode commune de sondage ainsi que promouvoir la coopération dans l’étude de la nouvelle science qu’est l’aérologie. Le 4 décembre 1894, Berson a établi un record d’altitude à 9 155 mètres à bord de ballon à hydrogène Phoenix. Le 10 janvier 1901, accompagné de l’officier artilleur Alfred Hildebrandt, il a voyagé de Berlin à Markaryd en Suède, la première traversée aérienne de la mer Baltique. Exactement un an plus tard, avec Hermann Elias, il a établi le record allemand de distance par ballon de Berlin à Poltava en Ukraine, 1 460 kilomètres en trente heures.
Durant la même période, Gustave Hermite, un inventeur français, a l’idée de relâcher un ballon auquel il attacherait des instruments. Cependant, la radio n’étant pas encore inventée, il devait récupérer ces instruments en recherchant le point de chute après l'explosion du ballon. Le 17 septembre 1892, Hermite lâcha son premier ballon-sonde fait en papier enduit de pétrole. Il mesurait quatre mètres de diamètre et transportait un baromètre à mercure de 1,2 kg.
Son idée se répandit d’abord lentement mais des chercheurs, comme Léon Teisserenc de Bort et Richard Aßmann, découvriront grâce à ce système la tropopause, la stratosphère et les autres couches de l’atmosphère. Après quelques essais à partir de 1927, Pierre Idrac et Robert Bureau associent aux capteurs un petit émetteur radio à lampe qui retransmet au sol en temps réel les valeurs mesurées. Le premier vol d’un ballon-sonde retransmettant par radio la mesure de la température est effectué le 17 janvier 1929 à Trappes,. La récupération des données n’est plus tributaire d’une aléatoire récupération de l’épave du ballon, c’est la naissance du radiosondage moderne.
En 1940, les radiosondes ont complètement remplacé les météographes d’avion pour les sondages quotidiens. À partir de là, les météorologues utilisent les informations recueillies pour développer un modèle conceptuel de la circulation atmosphérique et les intègrent dans la prévision météorologique. À partir des années 1960, les satellites météorologiques comprennent de plus en plus d'instruments permettant de sonder l’atmosphère à partir de l'espace, même dans les endroits les plus inaccessibles. Ces données permettent d'obtenir une analyse plus complète et sont maintenant intégrées dans les modèles de prévision numérique du temps.

## Principes
On constate que dans l'atmosphère terrestre:
- La température diminue avec l'altitude, de manière plus ou moins régulière, dans la partie inférieure appelée troposphère, de 5 à 7 °C par tranches de 1 000 m jusqu'à une altitude de 10 à 20 km ;

- La température se stabilise ensuite sur une certaine épaisseur dans la tropopause puis se met à augmenter. Cette nouvelle portion de l'atmosphère se nomme la stratosphère. Le réchauffement y est dû à l'absorption par la couche d'ozone de la plus grande partie du rayonnement ultraviolet que la Terre reçoit du Soleil.

Les variations de température et de pression ci-dessus ne sont que moyennes. La répartition réelle dépend de l'énergie solaire absorbée ainsi que des échanges latéraux. Les régions polaires reçoivent moins d'énergie que les régions tropicales et la structure de pression et de température avec l'altitude sera donc différente entre ces deux zones. En plus, les échanges d'énergie se produisant par circulation atmosphérique feront que la structure de P et T soit unique au-dessus de chaque point de la surface terrestre.
Cependant, si on prend une parcelle d'air où P et T sont définis et qu'on la change d'altitude, le changement de pression amènera un changement de température selon :
{\displaystyle \,{\frac {PV}{T}}=\mathrm {Constante} }
où 
- P est la pression ;
- T est la température ;
- V est le volume de la parcelle.

Cette loi dite de Mariotte ou des gaz parfaits ne s'applique pas parfaitement à l'air atmosphérique puisque V est infini (système ouvert) et que l'air n'est pas un gaz parfait. Toutefois l'approximation est acceptable sous les hypothèses suivantes :
- La gravité terrestre restreint la majorité de l'air dans une épaisseur de quelques dizaines de kilomètres au-delà de laquelle on peut considérer que l'atmosphère se « termine ». Ceci nous donne un système presque fermé avec la pression atmosphérique proportionnelle au poids de la colonne d'air qui surmonte le point où nous la mesurons et qui décroît avec l'altitude : c'est la loi de Laplace.

- L'air est un mélange de gaz dont certains changent de phase si on change la pression et/ou la température, en particulier la vapeur d'eau. On doit donc tenir compte de l'énergie libérée ou absorbée lors de ce changement, appelée énergie latente.

- On soulève de manière adiabatique, c'est-à-dire sans qu'il y ait transfert thermique avec l'environnement.

L'objet de l'aérologie est donc de trouver par divers instruments les variables de l'atmosphère, comme sa composition, sa température, sa pression, ses vents…

## Instruments de mesure

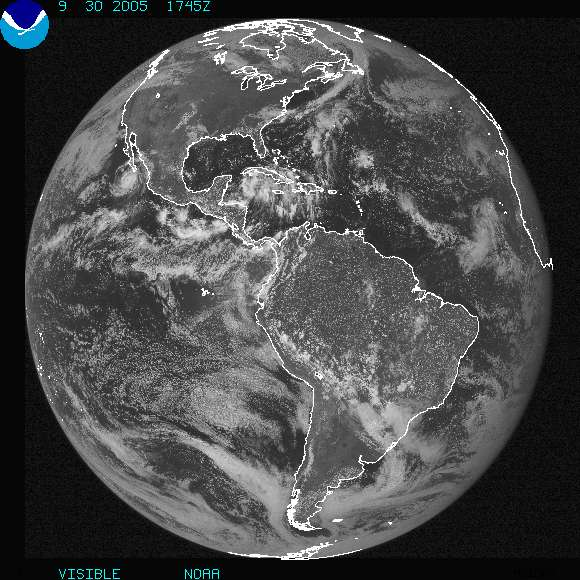
Données aérologiques par satellite météorologique (Source: NOAA).

Les caractéristiques physiques réelles d'une colonne d'air sont mesurables par des sondages. Ces derniers sont effectués à l'aide de radiosondes suspendues à des ballons-sondes. Les différents services météorologiques mondiaux ont depuis longtemps établi tout un réseau de stations qui lâchent deux fois par jour (0 et 12 heures TU) de tels ballons afin d'obtenir une vision en trois dimensions de l'atmosphère. Il existe des campagnes de recherche sur des aspects particuliers de l'atmosphère et des nuages durant lesquels des ballons sont lancés à plus grande fréquence et en plus d'endroits, en particulier durant les journées dites aérologiques ou géophysiques. L'Organisation météorologique mondiale coordonne le transfert de ces informations à travers le globe.
Plus récemment, d'autres moyens sont utilisés pour trouver la structure de l'atmosphère dans des couches plus élevées ou à des endroits plus difficiles d'accès :
- Les satellites météorologiques donnent des informations sur la température et l'humidité de l'atmosphère qu'on peut approximer à celles de P et T grâce à certaines hypothèses. Ils peuvent donner d'autres informations comme la composition de l'atmosphère par l'analyse de la radiation.
- Les avions de ligne peuvent donner des informations sur P et T le long de leur trajectoire. Ce n'est pas une mesure complète puisque l'avion ne parcourt pas toutes les altitudes mais l'information est complémentaire.
- Les fusées ou avions de recherche munis de capteurs vont également donner des informations sur la composition de l'atmosphère.
- Les profileurs de vents, des radars pointant verticalement, donnent des informations sur les vents horizontaux, les précipitations et le mouvement vertical de l'air.
- Les célomètres donnent des indications sur la hauteur des nuages, sur la présence de particules de poussière, de fumée ou de précipitations dans l'air. De plus, par le coefficient d'extinction de leur faisceau, on peut estimer la visibilité verticale et la présence de pollution.

## Données météorologiques
Les données aérologiques sont principalement utilisées en météorologie. L'aérologie n'est pas une explication du temps mais un outil pour obtenir des données qui seront utilisées dans ce domaine.

### Notions de base

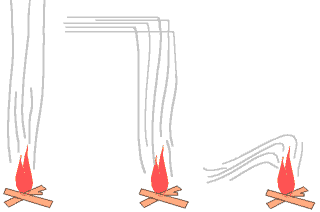
Air : instable (gauche), stable dans une couche en altitude (centre) et stable près du sol (droite).

Les mesures obtenues par sondage sont portées sur des diagrammes thermodynamiques comme les émagrammes, les téphigrammes, les Skew-T ou les Diagrammes de Stüve. On y trace selon la pression et l'altitude :
- La température ;
- Le point de rosée ;
- La vitesse et la direction des vents, tirés du sondage, qu'on retrouve sur un diagramme connexe : l'hodographe.

On peut en déduire les caractéristiques de la masse d'air :
- Le gradient vertical de température, c'est-à-dire le taux de décroissance de température avec l'altitude ;
- La quantité d'humidité, déduite du point de rosée, lequel correspond à la température où la vapeur d'eau contenue dans l'air se mettrait à condenser si on refroidissait l'air à pression constante.

Là où la température et le point de rosée sont égaux, on observe un nuage (altitude) ou du brouillard (sol).
Selon le taux de variation de la température avec l'altitude (gradient thermique adiabatique), l'air est :
- « stable » : dans une situation d'inversion de température où la parcelle soulevée, selon la loi des gaz parfaits, se verra être plus froide que l'environnement. Ceci ramène la parcelle vers son altitude d'origine selon la poussée d'Archimède ;
- « neutre » : la température de la parcelle reste égale à celle de l'environnement dans tout soulèvement ;
- « instable » : une parcelle soulevée devient plus chaude que l'environnement et continue à monter.

Le soulèvement de la parcelle doit se faire selon les lignes adiabatiques sèches pour l'air non saturé et selon les lignes pseudo adiabatiques pour l'air saturé. La condensation restitue de l'énergie et la pente n'est donc pas la même.

### Évolution des caractéristiques
Les éléments à prendre en compte sont : 
- Le refroidissement nocturne qui se traduit par une forte inversion au sol en cas de ciel clair ou en refroidissement du sommet des nuages ce qui peut créer une instabilité en altitude ;
- L'activité solaire qui donne de l'énergie et donc peut déstabiliser les basses couches de l'atmosphère ;
- Le réchauffement différentiel qui, selon la configuration du terrain (exposition des pentes et altitude), peut mener à une déstabilisation et au déclenchement de convection atmosphérique ou à l'établissement de circulations (brises de vallée) ;
- le soulèvement orographique : les vents poussent la masse d'air à monter la pente (détente adiabatique) puis à redescendre (compression). L'air change de pression et de température au cours de ce phénomène appelé effet de foehn ;
- L'advection de température dans la masse d'air provenant d'une région en amont selon la circulation atmosphérique.

## Autres données
Les sondages aérologiques peuvent porter également sur:
- La composition de l'air et les polluants qu'on y retrouve, en particulier l'ozone troposphérique ;
- Les phénomènes électriques et électromagnétiques.

## Utilisations

### Prévisions météorologiques
Les données aérologiques de la troposphère sont utilisées pour initialiser les modèles de prévision numérique du temps. Ces complexes programmes informatiques, qui essayent de résoudre les équations dynamiques de l'atmosphère, utilisent comme variables les données obtenues par l'aérologie pour prévoir le déplacement des systèmes météorologiques et les précipitations.
La précision est telle que l'on observe couramment 1 minute d'écart sur un temps de vol prévu de 8 heures.

### Vol à voile
Il y a longtemps que le vol des oiseaux (voiliers) a été observé. Un énorme travail d'observation a été réalisé notamment par Louis Mouillard (1834-1897) qui a réalisé des planeurs primitifs et a surtout laissé deux livres : L'empire de l'air et Le Vol sans battements. Il pensait qu'un jour viendrait où l'homme voyagerait dans les airs en se faisant porter par le vent. Ses théories comportent de nombreuses erreurs, même si l'apport scientifique est très positif. La théorie de l'ascendance dynamique est cependant connue depuis Otto Lilienthal (1848-1896) qui fut le premier à monter plus haut que son point de départ à bord d'un planeur primitif de son invention. Le vol à voile dépend d'une bonne connaissance de la structure atmosphérique en utilisant l'instabilité thermique, les soulèvements orographiques et les ondes de relief.

### Acoustique

La voix porte loin dans une zone d'inversion thermique.

Les données aérologiques ont permis de tirer les variables affectant la vitesse du son dans l'air : la température et l’humidité. 
L'atténuation des bruits est, elle, due à la compression élastique dans un gaz à pression constante selon : 
{\displaystyle L_{_{dB}}=L_{0_{dB}}-20\log {D}}
où
- L0 est le niveau théorique à la source en décibels (dB) ;
- D est la distance.

En pratique, l'atténuation horizontale est nettement plus élevée (on ajoute en moyenne -8 dB) et surtout extrêmement variable car les calculs de bruits sont toujours très empiriques. En plus, l'air n'est pas à pression et température constante, sa composition est variable et finalement, il n'est pas élastique de manière symétrique à cause de l'action du vent sur l'onde verticale et du gradient sur l'onde horizontale. Les données aérologiques permettent donc de calculer les caractéristiques acoustiques d'un endroit à un moment donné.

### Dispersion des polluants

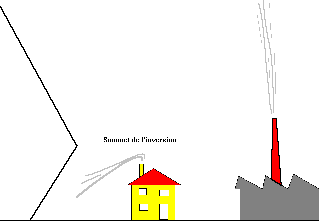
Profil de température à gauche avec effet : 1) La fumée retombe au sol lorsqu'elle est émise sous l'inversion (centre). 2) La fumée s'élève si elle est émise au-dessus de la couche d'inversion de température.

La pollution est en partie visible, comme dans les autres milieux, à cause des poussières et aussi parce que certaines particules favorisent la condensation. Dans les cas extrêmes, il y a odeur. Cependant, le plus gros de la pollution est inodore et invisible. Ceci étant, les polluants peuvent être plus ou moins dispersées par le vent et l'air peut être lavé par la pluie. Leur concentration après émission dépend de la stabilité de l'air : les polluants seront concentrés dans une mince couche (air stable) ou dispersés (air instable). De plus, la variation de la stabilité et les vents montrent la trajectoire de ces matières. 
L'utilisation des données aérologiques permet de définir la hauteur des cheminées pour éviter les situations stables, comme les inversions, afin de diluer la concentration des rejets de combustion. Ces mêmes données peuvent servir à retracer la source d'un polluant et à prévoir d'éventuelles dépositions au sol, à condition de bien connaitre non seulement les caractéristiques de la masse d'air mais également les apports chimiques et d'humidité de l'activité industrielle responsable.